# 秋分
- 立春
- 雨水
- 啓蟄
- 春分
- 清明
- 穀雨
- 立夏
- 小満
- 芒種
- 夏至
- 小暑
- 大暑
- 立秋
- 処暑
- 白露
- 秋分
- 寒露
- 霜降
- 立冬
- 小雪
- 大雪
- 冬至
- 小寒
- 大寒

秋分（しゅうぶん、英: autumnal equinox）は、太陽が秋分点（天の赤道を北から南へ横切る点）を通過すること。二十四節気の第16にあたる。9月22日または9月23日になることが多い。
二至二分（冬至、夏至、春分、秋分）を基盤とする暦法は春秋時代には存在していたが、「秋分」の名は後に「二十四節気」における節気名として名付けられた。

## 概要

### 秋分の概念
地球は約1年の周期で太陽の周りを公転しており、この太陽の年周運動を天球上で表したもの（太陽の通り道）が黄道である。黄道と天の赤道は天球上の2箇所で交わっており、秋分点は太陽が天の赤道を北から南へ横切る点で、ここを通過するのが秋分（その属する日が秋分日）である。
- 秋分：太陽が秋分点を通過した瞬間の時刻をその国の標準時で表したもの。秋分時ということもある[4]。例えば2008年の秋分は、日本時間では9月23日0時45分である。
- 秋分日：秋分が属する日。時差のために国・地域によって1日の違いが生ずる。 例えば2008年の秋分日は、日本では9月23日であり、中国では9月22日である。

### 昼夜の長さ

秋分の日の太陽光の当たり方

太陽の動き

『暦便覧』では秋分について「陰陽の中分なれば也」（ちなみに春分については「日天の中を行て昼夜とうぶんの時なり」）と記され、昼夜の時間が同じになるという意味であるが、これは江戸時代に庶民が用いた時法が季節による昼夜の時間の長短に応じて1単位時間の長さが変動する不定時法だったことによる。
現代では秋分は太陽の黄経が180度となる瞬間と定義され、定時法が採用されているもとでは、昼夜がちょうど12時間ずつとはならない。
実際には昼の方が夜よりも長くなるが、これは次の理由による。
日の出と日の入の定義
太陽の上端が地平線と一致した時刻を日の出及び日の入と定義しているため。
大気差
大気による屈折で太陽の位置が実際より上に見えるため、太陽が上に見える角度の分、日出が早く、日没が遅くなる。屈折は太陽が地平線に近いほど大きくなる。国立天文台では、太陽が地平線付近にある時の、その屈折角度を35分8秒角と見積もっている。
これらを合わせると日本において、日出は太陽の中心が地平線から昇るより3分25秒早く、日没は太陽の中心が地平線より沈むより3分25秒遅くなる。したがって、秋分の日の昼の長さは約12時間7分、夜の長さは約11時間53分である。そして、実際に昼夜の長さの差が最も小さくなる日は秋分の4日程度後になる。

## 暦法
中国では春秋時代に二至二分（冬至と夏至の二至及び春分と秋分の二分）を基盤とする暦法が用いられていた。
その後、二十八宿を天空上に配置するモデルが出現した。二十八宿の角宿は春秋時代前期から戦国時代直前にかけて、春分日の日没時に真東に位置していたことが判明している。
ただ、「秋分」という語はあくまでも後世の「二十四節気」における節気名である。

### 二十四節気
二十四節気は一太陽年を24等分（約15日間）にして季節の目安としたもので、秋分は白露と寒露の間にあたる。当初は1年の長さをそのまま24等分する平気法（恒気法、常気法）が用いられたが、天保暦で太陽の視黄経が15度の倍数になる瞬間で定義する定気法（実気法）が導入された。秋分は太陽の視黄経が180度のときにあたる。

### 七十二候
秋分の期間の七十二候は以下の通り。
初候
雷乃収声（らい すなわち こえを おさむ）：雷が鳴り響かなくなる（日本・中国）
次候
蟄虫坏戸（ちっちゅう こを はいす）：虫が土中に掘った穴をふさぐ（日本・中国）
末候
水始涸（みず はじめて かる）：田畑の水を干し始める（日本・中国）

### 秋分日の日付
定気法による秋分の瞬間（世界時、UT）と、日本・中国での秋分日の日付は表のとおり。日本における時刻はこの表の9時間後、中国では8時間後となり、世界時15時台の2国の日付は異なる。

日本と中国との時差が1時間あるので、秋分の時刻が世界時の15時台である場合（日本時間では翌日0時台）には、日本と中国での秋分日の日付がずれる。1975年、1979年、2008年、2041年がこれに当たる。
| 年     | 日時 (UT)    | 日本    | 中国    |
| ------ | ------------ | ------- | ------- |
| 1966年 | 9月23日11:43 | 9月23日 | 9月23日 |
| 1967年 | 9月23日17:38 | 9月24日 | 9月24日 |
| 1968年 | 9月22日23:26 | 9月23日 | 9月23日 |
| 1969年 | 9月23日05:07 | 9月23日 | 9月23日 |
| 1970年 | 9月23日10:59 | 9月23日 | 9月23日 |
| 1971年 | 9月23日16:45 | 9月24日 | 9月24日 |
| 1972年 | 9月22日22:33 | 9月23日 | 9月23日 |
| 1973年 | 9月23日04:21 | 9月23日 | 9月23日 |
| 1974年 | 9月23日09:58 | 9月23日 | 9月23日 |
| 1975年 | 9月23日15:55 | 9月24日 | 9月23日 |
| 1976年 | 9月22日21:48 | 9月23日 | 9月23日 |
| 1977年 | 9月23日03:29 | 9月23日 | 9月23日 |
| 1978年 | 9月23日09:25 | 9月23日 | 9月23日 |
| 1979年 | 9月23日15:16 | 9月24日 | 9月23日 |
| 1980年 | 9月22日21:09 | 9月23日 | 9月23日 |
| 1981年 | 9月23日03:05 | 9月23日 | 9月23日 |
| 1982年 | 9月23日08:46 | 9月23日 | 9月23日 |
| 1983年 | 9月23日14:42 | 9月23日 | 9月23日 |
| 1984年 | 9月22日20:33 | 9月23日 | 9月23日 |
| 1985年 | 9月23日02:07 | 9月23日 | 9月23日 |
| 1986年 | 9月23日07:59 | 9月23日 | 9月23日 |
| 1987年 | 9月23日13:45 | 9月23日 | 9月23日 |
| 1988年 | 9月22日19:29 | 9月23日 | 9月23日 |
| 1989年 | 9月23日01:20 | 9月23日 | 9月23日 |
| 1990年 | 9月23日06:56 | 9月23日 | 9月23日 |
| 1991年 | 9月23日12:48 | 9月23日 | 9月23日 |
| 1992年 | 9月22日18:43 | 9月23日 | 9月23日 |
| 1993年 | 9月23日00:22 | 9月23日 | 9月23日 |
| 1994年 | 9月23日06:19 | 9月23日 | 9月23日 |
| 1995年 | 9月23日12:13 | 9月23日 | 9月23日 |
| 1996年 | 9月22日18:00 | 9月23日 | 9月23日 |
| 1997年 | 9月22日23:56 | 9月23日 | 9月23日 |
| 1998年 | 9月23日05:37 | 9月23日 | 9月23日 |
| 1999年 | 9月23日11:31 | 9月23日 | 9月23日 |
| 2000年 | 9月22日17:28 | 9月23日 | 9月23日 |
| 2001年 | 9月22日23:04 | 9月23日 | 9月23日 |
| 2002年 | 9月23日04:55 | 9月23日 | 9月23日 |
| 2003年 | 9月23日10:47 | 9月23日 | 9月23日 |
| 2004年 | 9月22日16:30 | 9月23日 | 9月23日 |
| 2005年 | 9月22日22:23 | 9月23日 | 9月23日 |
| 2006年 | 9月23日04:03 | 9月23日 | 9月23日 |
| 2007年 | 9月23日09:51 | 9月23日 | 9月23日 |
| 2008年 | 9月22日15:45 | 9月23日 | 9月22日 |
| 2009年 | 9月22日21:19 | 9月23日 | 9月23日 |
| 2010年 | 9月23日03:09 | 9月23日 | 9月23日 |
| 2011年 | 9月23日09:05 | 9月23日 | 9月23日 |
| 2012年 | 9月22日14:49 | 9月22日 | 9月22日 |
| 2013年 | 9月22日20:44 | 9月23日 | 9月23日 |
| 2014年 | 9月23日02:29 | 9月23日 | 9月23日 |
| 2015年 | 9月23日08:21 | 9月23日 | 9月23日 |
| 2016年 | 9月22日14:21 | 9月22日 | 9月22日 |
| 2017年 | 9月22日20:02 | 9月23日 | 9月23日 |
| 2018年 | 9月23日01:54 | 9月23日 | 9月23日 |
| 2019年 | 9月23日07:50 | 9月23日 | 9月23日 |
| 2020年 | 9月22日13:30 | 9月22日 | 9月22日 |
| 2021年 | 9月22日19:21 | 9月23日 | 9月23日 |
| 2022年 | 9月23日01:03 | 9月23日 | 9月23日 |
| 2023年 | 9月23日06:50 | 9月23日 | 9月23日 |
| 2024年 | 9月22日12:43 | 9月22日 | 9月22日 |
| 2025年 | 9月22日18:19 | 9月23日 | 9月23日 |
| 2026年 | 9月23日00:05 | 9月23日 | 9月23日 |
| 2027年 | 9月23日06:01 | 9月23日 | 9月23日 |
| 2028年 | 9月22日11:44 | 9月22日 | 9月22日 |
| 2029年 | 9月22日17:38 | 9月23日 | 9月23日 |
| 2030年 | 9月22日23:26 | 9月23日 | 9月23日 |
| 2031年 | 9月23日05:14 | 9月23日 | 9月23日 |
| 2032年 | 9月22日11:10 | 9月22日 | 9月22日 |
| 2033年 | 9月22日16:51 | 9月23日 | 9月23日 |
| 2034年 | 9月22日22:38 | 9月23日 | 9月23日 |
| 2035年 | 9月23日04:38 | 9月23日 | 9月23日 |
| 2036年 | 9月22日10:22 | 9月22日 | 9月22日 |
| 2037年 | 9月22日16:12 | 9月23日 | 9月23日 |
| 2038年 | 9月22日22:01 | 9月23日 | 9月23日 |
| 2039年 | 9月23日03:48 | 9月23日 | 9月23日 |
| 2040年 | 9月22日09:43 | 9月22日 | 9月22日 |
| 2041年 | 9月22日15:25 | 9月23日 | 9月22日 |
| 2042年 | 9月22日21:10 | 9月23日 | 9月23日 |
| 2043年 | 9月23日03:05 | 9月23日 | 9月23日 |
| 2044年 | 9月22日08:46 | 9月22日 | 9月22日 |
| 2045年 | 9月22日14:31 | 9月22日 | 9月22日 |
| 2046年 | 9月22日20:20 | 9月23日 | 9月23日 |
| 2047年 | 9月23日02:06 | 9月23日 | 9月23日 |
| 2048年 | 9月22日07:59 | 9月22日 | 9月22日 |
| 2049年 | 9月22日13:41 | 9月22日 | 9月22日 |
| 2050年 | 9月22日19:27 | 9月23日 | 9月23日 |
| 2051年 | 9月23日01:26 | 9月23日 | 9月23日 |
| 2052年 | 9月22日07:14 | 9月22日 | 9月22日 |
| 2053年 | 9月22日13:05 | 9月22日 | 9月22日 |
| 2054年 | 9月22日18:58 | 9月23日 | 9月23日 |
| 2055年 | 9月23日00:47 | 9月23日 | 9月23日 |
| 2056年 | 9月22日06:38 | 9月22日 | 9月22日 |
| 2057年 | 9月22日12:22 | 9月22日 | 9月22日 |
| 2058年 | 9月22日18:07 | 9月23日 | 9月23日 |
| 2059年 | 9月23日00:02 | 9月23日 | 9月23日 |
| 2060年 | 9月22日05:47 | 9月22日 | 9月22日 |

### 閏年の循環との関係
グレゴリオ暦による1583年から2499年までの日本の秋分は表のとおり。
2025年の秋分は9月23日。
365日からの超過分が毎年蓄積し、4年に一度閏年でリセットされる様子がわかる（秋分は閏日の挿入される2月末日より後のため、4で割り切れる年が先頭）。
1980年から2011年は9月23日だが、1979年までは9月24日、1896年までは9月22日もあり、2012年からは再び9月22日が現れる。
| 年              | 年を4で割った余り | 年を4で割った余り | 年を4で割った余り | 年を4で割った余り | 確定困難な（日を跨ぐ）年 |
| 年              | 0                 | 1                 | 2                 | 3                 | 真夜中の前後10分         |
| --------------- | ----------------- | ----------------- | ----------------- | ----------------- | ------------------------ |
| 1583年 - 1599年 | 23日              | 23日              | 23日              | 24日              |                          |
| 1600年 - 1635年 | 23日              | 23日              | 23日              | 23日              |                          |
| 1636年 - 1667年 | 22日              | 23日              | 23日              | 23日              |                          |
| 1668年 - 1695年 | 22日              | 22日              | 23日              | 23日              |                          |
| 1696年 - 1699年 | 22日              | 22日              | 22日              | 23日              | 1698(22-23日)            |
| 1700年 - 1727年 | 23日              | 23日              | 23日              | 24日              |                          |
| 1728年 - 1763年 | 23日              | 23日              | 23日              | 23日              | 1760(22-23日)            |
| 1764年 - 1791年 | 22日              | 23日              | 23日              | 23日              |                          |
| 1792年 - 1799年 | 22日              | 22日              | 23日              | 23日              | 1793(22-23日)            |
| 1800年 - 1823年 | 23日              | 23日              | 24日              | 24日              | 1822(23-24日)            |
| 1824年 - 1851年 | 23日              | 23日              | 23日              | 24日              |                          |
| 1852年 - 1887年 | 23日              | 23日              | 23日              | 23日              | 1855(23-24日),           |
| 1888年 - 1899年 | 22日              | 23日              | 23日              | 23日              | 1888(22-23日),           |
| 1900年 - 1919年 | 23日              | 24日              | 24日              | 24日              | 1917(23-24日)            |
| 1920年 - 1947年 | 23日              | 23日              | 24日              | 24日              |                          |
| 1948年 - 1979年 | 23日              | 23日              | 23日              | 24日              |                          |
| 1980年 - 2011年 | 23日              | 23日              | 23日              | 23日              |                          |
| 2012年 - 2043年 | 22日              | 23日              | 23日              | 23日              |                          |
| 2044年 - 2075年 | 22日              | 22日              | 23日              | 23日              | 2074(22-23日)            |
| 2076年 - 2099年 | 22日              | 22日              | 22日              | 23日              |                          |
| 2100年 - 2103年 | 23日              | 23日              | 23日              | 24日              |                          |
| 2104年 - 2139年 | 23日              | 23日              | 23日              | 23日              |                          |
| 2140年 - 2167年 | 22日              | 23日              | 23日              | 23日              |                          |
| 2168年 - 2199年 | 22日              | 22日              | 23日              | 23日              | 2198(22-23日)            |
| 2200年 - 2227年 | 23日              | 23日              | 23日              | 24日              |                          |
| 2228年 - 2263年 | 23日              | 23日              | 23日              | 23日              | 2260(22-23日)            |
| 2264年 - 2291年 | 22日              | 23日              | 23日              | 23日              |                          |
| 2292年 - 2299年 | 22日              | 22日              | 23日              | 23日              |                          |
| 2300年 - 2323年 | 23日              | 23日              | 24日              | 24日              | 2322(23-24日)            |
| 2324年 - 2351年 | 23日              | 23日              | 23日              | 24日              |                          |
| 2352年 - 2383年 | 23日              | 23日              | 23日              | 23日              |                          |
| 2384年 - 2415年 | 22日              | 23日              | 23日              | 23日              |                          |
| 2416年 - 2447年 | 22日              | 22日              | 23日              | 23日              | 2446(22-23日)            |
| 2448年 - 2475年 | 22日              | 22日              | 22日              | 23日              |                          |
| 2476年 - 2499年 | 22日              | 22日              | 22日              | 22日              |                          |

## 記念日
日本では秋分の日という休日（国民の祝日）となる。この日が休日となる歴史は1878年（明治11年）から続いており、1948年（昭和23年）に休日ニ關スル件（昭和2年勅令第25号）が廃止されるまでは秋季皇霊祭という名称だった。
秋分の日は、国立天文台の算出する定気法による秋分日を基にして、前年の2月第1平日付の官報の公告（特殊法人等）欄で暦要項として公告される。なお、この暦要項は、閣議決定等はされず、閣議報告事項でもない。

## 前後の節気
白露 → 秋分 → 寒露